# Richard Hamilton (Künstler)

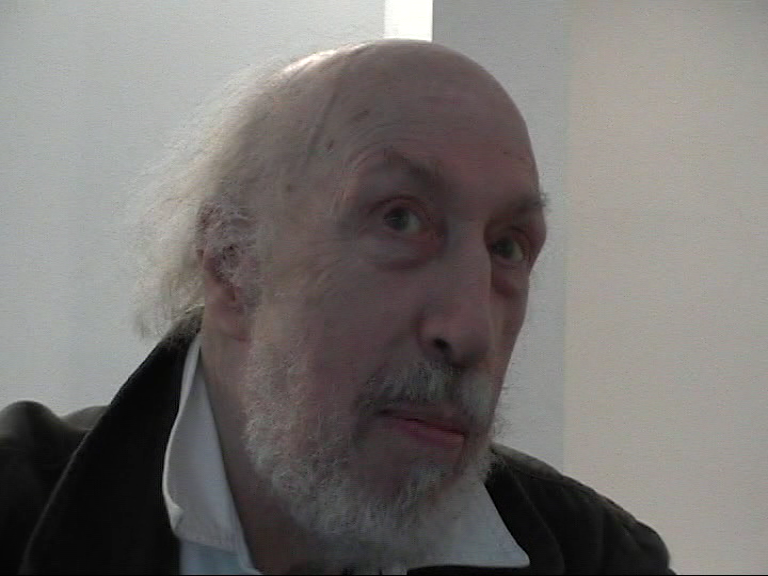
Richard Hamilton während eines Interviews am Museu d’Art Contemporani de Barcelona

Richard Hamilton, CH (* 24. Februar 1922 in London; † 13. September 2011 ebenda) war ein britischer Maler, Grafiker und Pop-Art-Künstler.

## Leben
Hamilton besuchte im Jahre 1936 das „Westminster Technical College“ und die Central Saint Martins College of Art and Design und arbeitete 1937 in einer Werbeabteilung sowie im Exhibition Department der Reimann School London. Dort erhielt er die Erlaubnis, in seiner Freizeit kostenlos am Zeichenunterricht teilzunehmen. Von 1938 bis 1940 studierte er Malerei an der Royal Academy of Arts, wo er einen Kurs in technischem Zeichnen belegte. Zwischen 1941 und 1945 arbeitete er als technischer Zeichner und setzte sein Studium 1946 an der Akademie fort.
Von 1948 bis 1951 studierte er Malerei an der Slade School of Fine Art und begann seine Karriere mit Zeichnungen, die er angeregt durch den Roman Ulysses von James Joyce fertigte. 1952 erhielt er einen Lehrauftrag an der „Central School of Arts and Crafts“ in den Fächern Silberschmieden, Typografie und Industriedesign. Im darauffolgenden Jahr erhielt er einen Lehrauftrag des King’s College London an die University of Durham an das „Fine Art Department“. Im Jahr 1956 präsentierte Hamilton in der Whitechapel Art Gallery die zukunftsweisende Ausstellung „This is Tomorrow“. Mit der kleinen Collage „Just what is it that makes today's homes so different, so appealing?“ kreierte er eine Ikone der Pop Art.
Dies gilt als Beginn der Pop Art, obwohl Hamilton nie der „Vater der Pop Art“ sein wollte. Er setzte fortan Gebrauchsgegenstände und moderne Technik in der Bildenden Kunst ein und verwendete Fotografien, Werbung, Plakate und auch computergenerierte Bilder für seine Gemälde und Collagen. Eine bedeutsame Sammlung seiner Werke ist in der Tate Gallery zu sehen.
1963 machte er eine Reise durch die USA. 1965 begann er mit der Rekonstruktion von Marcel Duchamps Le Grand Verre und organisierte 1966 eine Retrospektive von Marcel Duchamp in der Tate Gallery. Zu seinen Freunden gehörte der Kunsthändler und Galerist Robert Fraser, der ihn 1966 mit Paul McCartney in Kontakt brachte. 1968 machte er durch sein Poster im Weißen Album der Band The Beatles auf sich aufmerksam. Im selben Jahr wurden seine aus Zeitungsausschnitten geschaffene Collagen mit dem Titel Swingeing London ausgestellt. Er war Teilnehmer der 4. documenta in Kassel im Jahr 1968 und auch auf der Documenta 6 im Jahr 1977 als Künstler vertreten. In den Jahren 1977 und 1978 arbeitete er zusammen mit Dieter Roth in Cadaqués.
Für die Saison 2001/2002 in der Wiener Staatsoper gestaltete er im Rahmen der von museum in progress konzipierten Ausstellungsreihe „Eiserner Vorhang“ das Großbild „Retard en Fer – Delay in Iron“. Hamilton war seit langem Stammgast in Ferran Adriàs innovativem Drei-Sterne-Restaurant elBulli, über das er 2009 einen Kunstband veröffentlicht hatte.
2010 zeigte die Serpentine Gallery in London seine Werke in einer zusammenfassenden Ausstellung Richard Hamilton: Modern Moral Matters. Die Gemälde, Installationen und Papierarbeiten behandelten des Künstlers Antworten auf terroristische Angriffe, Kriege sowie Aufstände.

## Auszeichnungen (Auswahl)
- 1988: Turner Prize
- 1997: Arnold-Bode-Preis der documenta
- 2007: Max-Beckmann-Preis
- 2008: Praemium Imperiale

## Werke (Auswahl)
- 1967: Sieves, in Zusammenarbeit mit Marcel Duchamp, Siebdruck zwischen zwei Glasplatten, 51 × 63 cm, Museum Abteiberg, Mönchengladbach
- 1968: Swingeing London 67, Collagen, The Metropolitan Museum of Art[8]
- 1956: Was macht unser Zuhause so anders, so anziehend? Collage auf Papier, 26 × 25 cm, Tübingen, Kunsthalle
- 1952: Study for Respective, Tusche, Aquarell auf Papier, 23,5 × 20 cm, Museum Abteiberg, Mönchengladbach

## Ausstellungen
- 2014: Richard Hamilton, Tate Gallery of Modern Art, London[9]
- 2014: Richard Hamilton at the ICA.,[10] Institute of Contemporary Arts, London
- 2001: Kunsthalle Tübingen, Richard Hamilton. Imaging Ulysses, 10. November 2001 – 13. Januar 2002
- 1978: Kunsthalle Tübingen, Richard Hamilton. Studien 1937–1977, 20. Mai – 11. Juni 1978
- 1974: Kunsthalle Tübingen, Richard Hamilton, 11. Mai – 30. Juni 1974
- 1974: Städtische Galerie im Lenbachhaus und Kunstbau München, Richard Hamilton – Gemälde, Collagen, Graphik, 26. März – 2. Mai 1974[11]